# Dogliola
Dogliola es un municipio situado en el territorio de la provincia de Chieti, en Abruzos (Italia). Tiene una población estimada, a fines de noviembre de 2021, de 318 habitantes.

## Demografía
| Gráfica de evolución demográfica de Dogliola entre 1861 y 2021 |
|                                                                |
| fuente ISTAT - elaboración gráfica a cargo de Wikipedia        |